# Splošna porazdelitev ekstremnih vrednosti
Splošna porazdelitev ekstremnih vrednosti (tudi Fisher-Tippettova porazdelitev)je družina zveznih verjetnostnih porazdelitev, ki je določena s tremi parametri. 
Razvita je bila v okviru teorije ekstremnih vrednosti. V resnici je kombinacije treh porazdelitev Gumbelove, Fréchetove in Weibullove porazdelitve. Te tri porazdelitve so znane tudi kot porazdelitve ekstremnih vrednosti tipa I, II in III. Včasih jo imenujejo tudi kot Fisher-Tippettova porazdelitev. Imenuje se po Ronaldu Aylmerju Fisherju (1890 – 1962) in Leonardu Henryju Calebu Tippettu (1902 – 1985), ki sta prva proučevala vse tri tipe porazdelitev ekstremnih vrednosti.

## Lastnosti

### Funkcija gostote verjetnosti
Funkcija gostote verjetnosti za porazdelitev je 
{\displaystyle f(x;\mu ,\sigma ,\xi )={\frac {1}{\sigma }}\left[1+\xi \left({\frac {x-\mu }{\sigma }}\right)\right]^{(-1/\xi )-1}}
{\displaystyle \exp \left\{-\left[1+\xi \left({\frac {x-\mu }{\sigma }}\right)\right]^{-1/\xi }\right\}}
kjer je 
- {\displaystyle t(x)={\begin{cases}{\big (}1+\xi {\tfrac {x-\mu }{\sigma }}{\big )}^{-1/\xi }&{\textrm {za}}\ \xi \neq 0\\e^{-(x-\mu )/\sigma }&{\textrm {za}}\ \xi =0\end{cases}}}

### Zbirna funkcija verjetnosti
Zbirna funkcija verjetnosti je enaka 
 :{\displaystyle F(x;\mu ,\sigma ,\xi )=\exp \left\{-\left[1+\xi \left({\frac {x-\mu }{\sigma }}\right)\right]^{-1/\xi }\right\}}

### Pričakovana vrednost
Pričakovana vrednost je enaka 
{\displaystyle {\begin{cases}\mu +\sigma {\frac {\Gamma (1-\xi )-1}{\xi }}&{\text{kadar je}}\ \xi \neq 0,\xi <1,\\\mu +\sigma \,\gamma &{\text{kadar je}}\ \xi =0,\\{\text{ne obstoja}}&{\text{kadar je}}\ \xi \geq 1,\end{cases}}} 

kjer je
- {\displaystyle \gamma \!} Euler-Mascheronijeva konstanta

### Varianca
Varianca je enaka 
{\displaystyle {\begin{cases}\sigma ^{2}\,(g_{2}-g_{1}^{2})/\xi ^{2}&{\text{kadar je}}\ \xi \neq 0,\xi <{\frac {1}{2}},\\\sigma ^{2}\,{\frac {\pi ^{2}}{6}}&{\text{kadar je}}\ \xi =0,\\{\text{ne obstoja}}&{\text{kadar je}}\ \xi \geq {\frac {1}{2}},\end{cases}}}
 

kjer je
- {\displaystyle g_{k}=\Gamma (1-k\xi )\!} funkcija gama

## Ostale oblike porazdelitev ekstremnih vrednosti
Znane so tri oblike porazdelitev ekstremnih vrednosti:
- Gumbelova porazdelitev (tip I porazdelitev ekstremnih vrednosti)

{\displaystyle F(x;\mu ,\sigma )=e^{-e^{-(x-\mu )/\sigma }}\;\;\;za\;\;x\in \mathbb {R} .}
- Fréchetova porazdelitev (tip II porazdelitev ekstremnih vrednosti)

{\displaystyle F(x;\mu ,\sigma ,\alpha )={\begin{cases}0&x\leq \mu \\e^{-((x-\mu )/\sigma )^{-\alpha }}&x>\mu .\end{cases}}}
- Obrnjena Weibullova porazdelitev (tip III porazdelitev ekstremnih  vrednosti)

{\displaystyle F(x;\mu ,\sigma ,\alpha )={\begin{cases}e^{-(-(x-\mu )/\sigma )^{\alpha }}&x<\mu \\1&x\geq \mu \end{cases}}}
kjer je 
- {\displaystyle \sigma >0\!}
- {\displaystyle \alpha >0\!}.

Povezave med temi tremi porazdelitvami lahko opišemo na naslednji način:

Kadar je zbirna funkcija porazdelitve neke slučajne spremenljivke {\displaystyle X\!}, ki ima ekstremne vrednosti porazdeljene po porazdelitvah tipa II ali {\displaystyle F(x,0,\sigma ,\alpha )\!}, potem ima zbirna funkcija porazdelitve slučajne spremenljivke {\displaystyle lnX\!} porazdelitev tipa I ali {\displaystyle F(x,ln\sigma ,1/\alpha )\!}. Podobno je takrat, ko ima slučajna spremenljivka {\displaystyle X\!} porazdelitev tipa III oziroma {\displaystyle F(x,0,\sigma ,\alpha )\!}, potem je zbirna funkcija porazdelitve za {\displaystyle lnX\!} tipa I.